# Diana Isaac

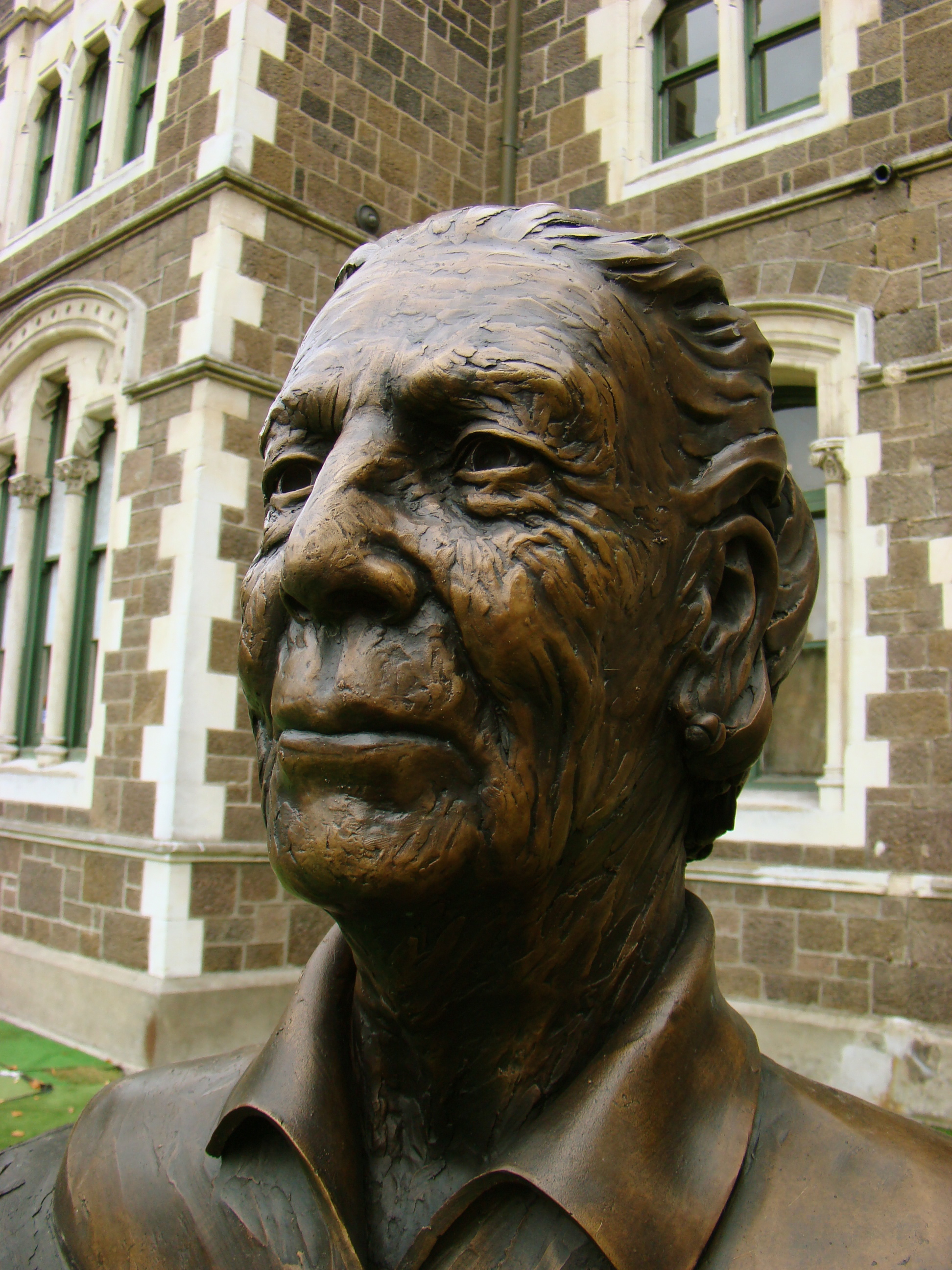
Diana Isaac.

Lady Diana Isaac (nacida Edna Marie Gilbert; Devon, Inglaterra; 2 de septiembre de 1921-Christchurch, Nueva Zelanda; 23 de noviembre de 2012) fue una conservacionista, mujer de negocios, filántropa y mecenas neozelandesa que apoyó una amplia gama de proyectos dentro de Canterbury. Fue conocida por ser cofundador y trabajadora de Isaac Construction con su marido ya fallecido sir Neil Isaac.

## Biografía
Nació y se crio en Inglaterra y trabajó para el ejército británico en la India durante tres años, 20 años antes de establecerse en Christchurch en 1950. Era la tía de Catalina Isaac.

## Aportaciones y reconocimientos
Contribuyó a Canterbury a través de la creación de becas en las universidades de Lincoln y de Canterbury, el patrocinio de la Isaac Teatro Real, el apoyo a la Galería de Arte de Christchurch y la creación del Centro Isaac para la Conservación de la Naturaleza. También fue la principal fuerza impulsora detrás de la creación de Peacock Springs, un santuario de vida silvestre en las afueras de Christchurch.
En marzo de 2009, fue conmemorada como uno de los Doce Héroes Locales, junto con otros neozelandeses notables.